# Rossio (Metro de Lisboa)
Rossio es una estación de la línea Verde del metro de Lisboa, Portugal, inaugurada el 27 de enero de 1963.
Tiene dos accesos por escaleras en la Plaza Pedro IV (Rossio) y dos en la plaza Figueira, además de un ascensor en plaza Figueira.
Permite hacer conexión con la estación del ferrocarril de Rossio y con los tranvías 12E (Martim Moniz - Plaza Luis Camões), 15E (Praça da Figueira - Algés) y 25E (Campo de Ourique - Praça da Figueira).
Funciona todos los días, de 06:30 a 1:00.

## Historia
La estación Rossio fue inaugurada como primera ampliación de la red primaria del metro de Lisboa, con el diseño del arquitecto José Falcão e Cunha y las intervenciones artísticas de la pintora Maria Keil.
Durante los trabajos de extensión de la red del metro, concluidos en 1998, se realizaron hallazgos arqueológicos como vestigios de la ciudad fundada por el imperio romano y restos del Hospital de Todos los Santos, que mandó a construir el rey Juan II y que se destruyeron en el terremoto de 1755.
La estación fue reinaugurada el 16 de abril de 1998 tras los trabajos del arquitecto Leopoldo de Almeida Rosa y los artistas Artur Rosa y Helena Almeida. La obra se realizó para desconectar el tramo a la estación Restauradores e integrar la estación Rossio con la línea Verde, que comenzó a funcionar ese año.